# Консейсан-ду-Жакуипи
Консейсан-ду-Жакуипи (порт. Conceição do Jacuípe) — муниципалитет в Бразилии, входит в штат Баия. Составная часть мезорегиона Северо-центральная часть штата Баия. Входит в экономико-статистический микрорегион Фейра-ди-Сантана. Население составляет 28 593 человека на 2006 год. Занимает площадь 145,1 км². Плотность населения — 247,2 чел./км².
Праздник города — 20 октября.

## История
Город основан в 1961 году.

## Статистика
- Валовой внутренний продукт на 2003 год составляет 130 596 628,00 реалов (данные: Бразильский институт географии и статистики).
- Валовой внутренний продукт на душу населения на 2003 год составляет 4750,52 реалов (данные: Бразильский институт географии и статистики).
- Индекс развития человеческого потенциала на 2000 год составляет 0,695 (данные: Программа развития ООН).

## География
Климат местности: умеренный.